# Ankhara
Ankhara est un groupe de heavy metal espagnol, originaire de Madrid. Il s'inspire de genres comme le power metal et le metal progressif. Formé en 1995, il se sépare en 2004, et revient en 2013.

## Biographie

### Débuts
Le groupe se forme en 1995 à Madrid, où il commence à visiter la scène heavy metal underground locale et à enregistrer quelques démos. La première formation d'Ankhara se compose d'Antonio Pino et Cecilio Sánchez à la guitare, Sergio Matínez à la basse, Jesús Alcalde à la batterie, et Pacho Brea au chant. En août 1997, ils jouent plus fréquemment en dehors de Madrid, accompagnant à plusieurs reprises des groupes tels que Medina Azahara et Muro.
En 1998, ils participent au festival espagnol Duron Con el 98, où ils jouent avec des groupes comme Knell Odyssey, Muro, Avalanch, Saratoga, Obús et Mägo Mago de Oz. Une autre tournée importante s'effectue des mois plus tard. Peu de temps après, ils remportent un concours organisé par la ville de Pinto, une ville près de Madrid, ce qui leur donne l'occasion d'enregistrer leur premier album.

### Dueño del tiempoetII
Au début de 1999, ils signent un contrat d'enregistrement avec Locomotive Music, et sortent en avril leur premier album, intitulé Dueño del tiempo. Cet album est enregistré aux studios Box de Madrid, et produit par Goyo Esteban. Quelques mois plus tard, Ankhara est invité à participer à la compilation Transilvania 666, un hommage espagnol à Iron Maiden, exécutant une reprise du morceau Phantom of the Opera.
L'album est très bien accueilli par les médias, et le groupe commence une vaste tournée en 2000. L'étape la plus importante est leur participation au premier festival international de heavy metal en Espagne, le Rock Machina 2000, avec des groupes comme Vision Divine, Running Wild, Tierra Santa, Lujuria, Labyrinth, Koma, Easy Rider, Edguy, Metalium, Mägo de Oz, Virgin Steel et Azrael. Un album live issu des deux jours du festival est publié auquel ils participent avec le morceau No mires atrás.
En outre, la chaîne de magasins Tiendas Tipo, qui célèbrera neuf années de soutien à la musique indépendante espagnole, publie un album qui comprend un échantillon des 100 groupes les plus importants sur un CD intitulé Los 100 de Tipo. Ils apparaissent dans le premier volet avec la chanson 3:40 ,aux côtés notamment de Mägo de Oz, Lujuria, Hamlet, Saratoga, Tierra Santa, Los Suaves, Ángeles del Infierno, et Muro.
En août 2000, le groupe commence la pré-production de son album Ankhara II. Dans le même temps, Pacho Brea, chanteur du groupe, enregistre des reprises en anglais des albums (Dueño del Tiempo et Ankhara II) pour des éditions internationales qui ne seront jamais publiées. L'album est enregistré aux studios Sincronía de Madrid, aux côtés du producteur Sergio Marcos. Ils partent ensuite de nouveau en tournée avec Mägo de Oz, Muro, etc.

### Sombras del pasado

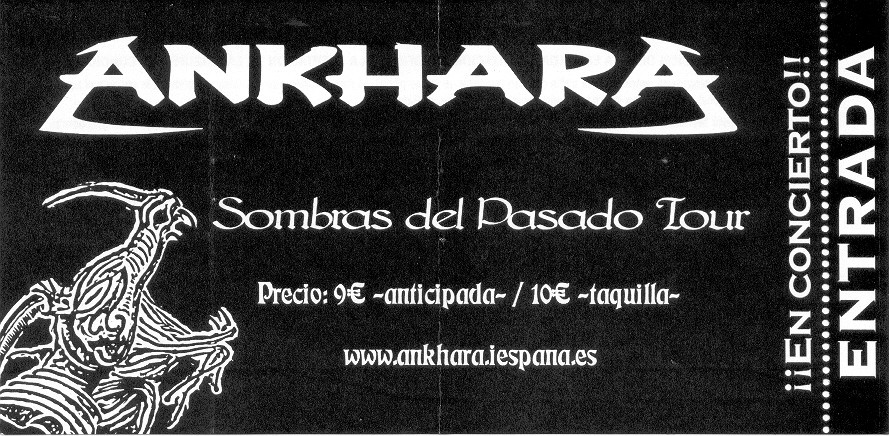
Billet pour la tournée Sombras del pasado d'Ankhara.

En 2003, ils effectuent des changements de formation ; Jesús Alcalde (batterie) quitte le groupe et Sergio Martínez (basse) se joint à Mägo de Oz pour remplacer Salva. Les nouveaux membres du groupe sont Jaime Olivares à la batterie, Fernando Mainer à la basse, et Victor Alonso aux claviers.
En février la même année, Sombras del Pasado, sort ; cet album est beaucoup plus proche du metal progressif que de ses deux prédécesseurs. L'album comprend une reprise du morceau Hold the Line de Toto, intitulée Mantente firme. Après la sortie de l'album, ils commencent une tournée, qui sera finalement leur dernière avant leur séparation.

### Séparation
En juin 2004, Ankhara décide de se séparer, après trois albums publiés. Après la séparation du groupe, chaque musicien choisit des chemins différents, ainsi que la création de nouveaux groupes. Le bassiste Sergio Martínez forme le groupe Mr. Rock avec Manuel Manrique. Pendant ce temps, Antonio Pino, Fernando Mainer, Jaime Olivares, Víctor Alonso et Pacho Brea forment le groupe Mysteria. Avec cette formation, ils enregistrent leur premier album avec Avispa Records, mais pour des raisons inconnues l'album ne verra jamais le jour, ce qui les motivera à se dissoudre.

### Retour etSinergia
Le 16 février 2013, le groupe annonce son retour sur Facebook. Ankhara revient sur la scène après presque neuf ans après sa dernière apparition à La Marina (Alicante) le 3 juillet 2004. En principe, le groupe se réunit seulement pour effectuer quelques performances, pour lesquelles ils ont un répertoire centré essentiellement dans ses deux premiers albums ; Dueño del tiempo et II. La décision de réunir le groupe se fait à l'unanimité entre les membres. Le 8 février 2014, à la sala Shoko de Madrid, le groupe officialise sa réunion du groupe. Ce concert est finalement enregistré et publié en DVD en 2015 sous le titre Dueños del tiempo. Ici, les anciens membres du groupe Víctor Alonso (claviériste) et Fernando Mainer (bassiste) participent à Océanos de lágrimas.
En septembre 2017, ils annoncent la sortie d'un nouvel album. Celui-ci, intitulé Sinergia, est publié le 18 mai 2018. Le mixage et le mastering sont réalisés aux studios Cube Madrid par Alberto Seara (Sôber, Mägo de Oz), et la couverture est l'œuvre de Fernando Nanderas.

## Discographie

### Albums studio
- 1999 : Dueño del tiempo
- 2000 : Ankhara II
- 2003 : Sombras del pasado
- 2018 : Sinergia

### Autres
- 2007 : Lo Mejor de Ankhara (compilation)
- 2013 : Acordes Mágicos (compilation)